# Conure de Deville
Pyrrhura devillei
Espèce
Statut de conservation UICN

 LC  : Préoccupation mineure
Statut CITES
La Conure de Deville  (Pyrrhura devillei) est une espèce sud-américaine d'oiseau appartenant à la famille des Psittacidae.
Son nom commémore le naturaliste et taxidermiste Émile Deville (1824-1853).

## Description
Cet oiseau mesure 24 à 26 cm pour une masse d'environ 70 g. Proche de la Conure de Vieillot, elle s'en distingue par une coloration moins vive, notamment une bande frontale brunâtre (au lieu de rougeâtre). Son plumage est surtout vert brunâtre. Sa tête est brune avec les couvertures auriculaires jaunâtres et les joues vertes. Le cou et le plastron arborent les écailles caractéristiques du genre. Le bec est gris foncé, les cercles oculaires blancs et les iris bruns.

## Répartition
Cette espèce vit dans une zone restreinte délimitée par l'est de la Bolivie, le nord du Paraguay et le sud-ouest du Brésil (région du Mato Grosso).